# مرغابیان روآبچر
مرغابیان روآبچر ، مرغابیان پهنه‌چین یا پهنه‌چینان (به لاتین: Anatinae)، دسته‌ای از مرغابی‌های شناور روی آب هستند و طوری در آب فرومی‌روند که همواره دمشان بیرون قرار می‌گیرد و پاهایشان را مانند پارو به آب می‌زنند.
مرغابیان روآبچر به همراه یک گونه منقرض‌شده به نام (موآ-نالو)، زیرخانواده Anatinae از تیرهٔ مرغابیان را تشکیل می‌دهند. مرغابیان روآبچر از قوها و غازها کوچکترند، گردن و پاهای کوتاه‌تری در مقایسه با آنها دارند و در نواحی باتلاقی، تالاب‌ها، رودخانه‌ها و دریاچه‌های آرام زندگی می‌کنند. آشیانه خود را روی زمین، لابه‌لای نی‌ها یا در سوراخ‌ها می‌سازند. غذای خود را از روی آب جمع‌آوری می‌کنند و در تضاد با اردک‌های شیرجه‌زن، کمتر درون آب فرومی‌روند.
شکل نر و ماده در آنها متفاوت است و پرندگان جوان شبیه ماده‌ها هستند. در فصل زادآوری برخی از نرها به ماده‌ها شباهت پیدا می‌کنند. دارای رنگ‌پاره مستطیل‌شکل و مشخص هستند.
از مهم‌ترین نژادهای این گروه می‌توان از مرغابی سرسبز نام برد. پرنده‌شناسان بر این باورند که این مرغابی وحشی نیای تمامی مرغابی‌های اهلی کنونی می‌باشد. از خصوصیات بارز این مرغابی وجود پرهای سبز روشن و درخشانیست که روی سر و گردن نرها را پوشانیده است.

## سرده‌هایAnatinae

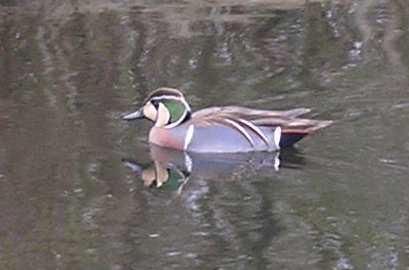
غاز تایوانی

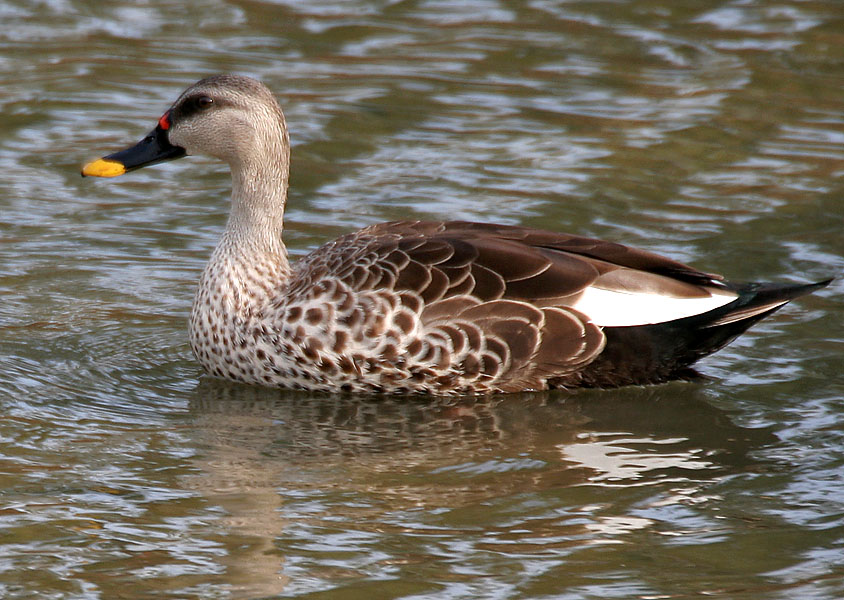
مرغابی نوک‌خالدار (Anas poecilorhyncha) در حیدرآباد (هند)

سردههای زیر (با یک استثنا) به روشنی و بدون ابهام از پهنه‌چینان هستند:
- مرغابی برزیلی وضعیت دقیقاً روشن نیست – احتمالاً از پهنه‌چینان
- مرغابی‌ها (Anas) – احتمالاً هم‌نیا:
  - غاز تایوانی
  - خوتکای ابرو سفید
  - گروه خوتکای نقره‌ای
  - خوتکای بال‌آبی
  - Shoveler
  - گیلار
  - اردک ارده‌ای
  - خوتکای کاکلی
  - Pintails
  - خوتکای معمولی
  - مرغابی سیاه آفریقایی
  - گروه مرغابی سرسبز
  - خوتکای قهوه‌ای یا Pāteke, تقریباً از مرغابی‌های روآب‌چر شب‌زی است.
- Lophonetta  – در گذشته Anas
- مرغابی بال‌برنزه – در گذشته Anas

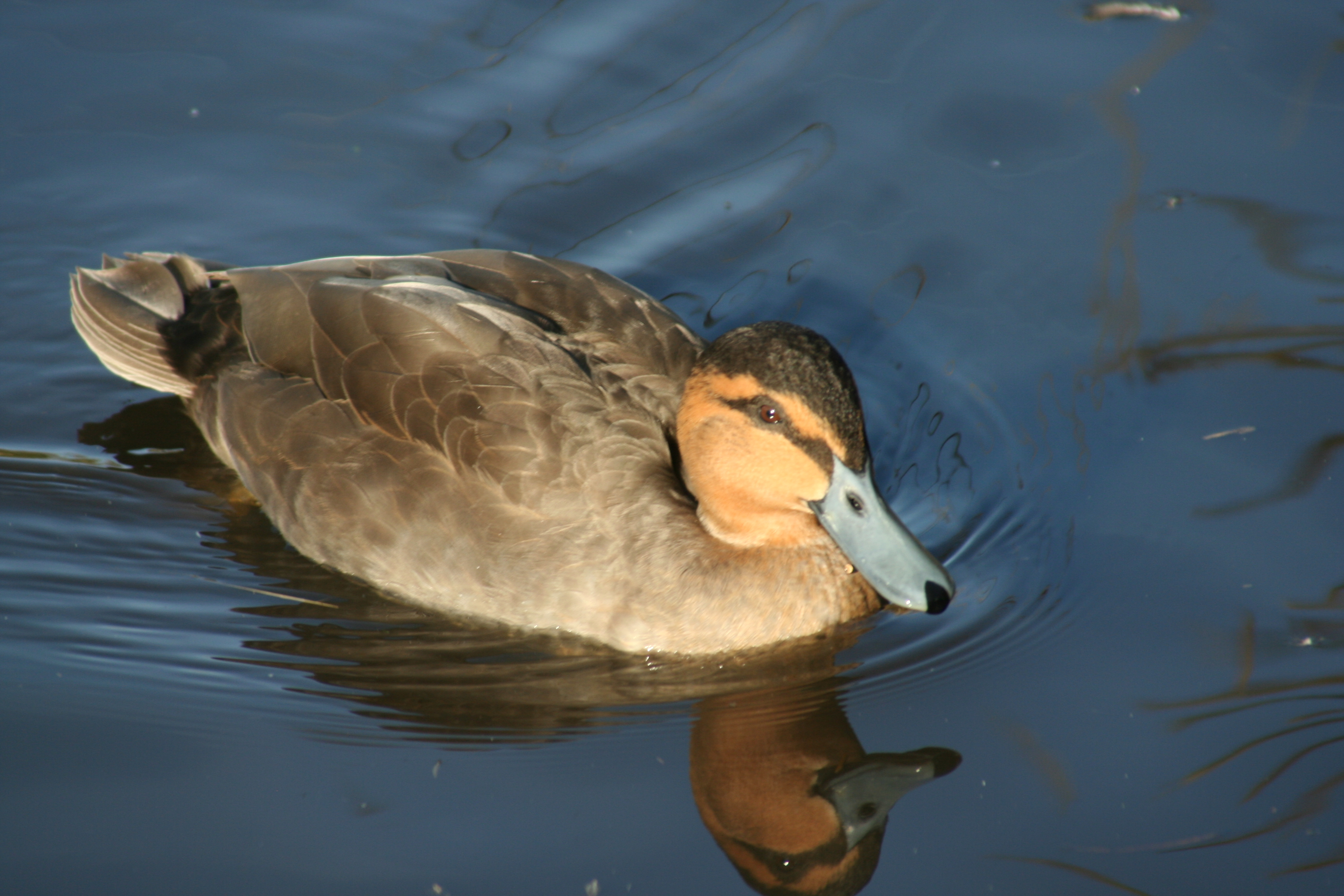
اردک فیلیپینی، Anas luzonica

۳ سرده شناخته شده و ۴ گونه شناخته شده از موآ-نالوها همگی حدود ۱۰۰۰ (میلادی) منقرض شدند. آنها در گذشته در جزایر هاوایی بودند و از پهنه‌چینان مشتق شدند، حتی ممکن است نیای نزدیک مرغابی سرسبز باشند:
- Chelychelynechen
- Thambetochen
- Ptaiochen

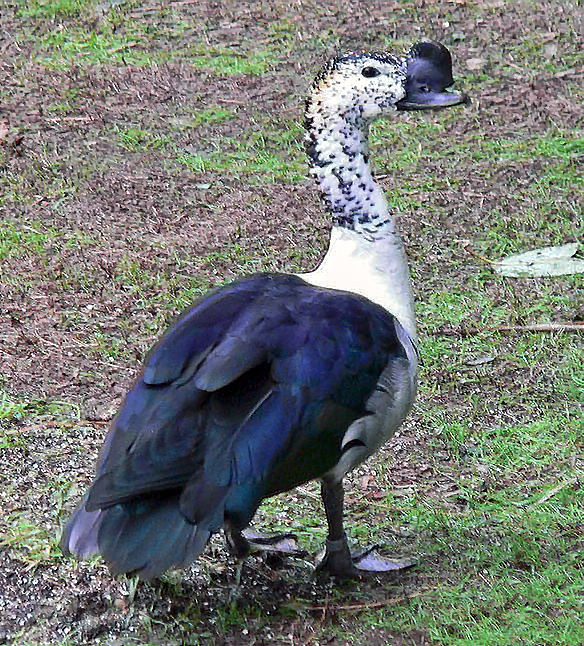
مرغابی نوک‌تاجدار: از پهنه‌چینان نابجا طبقه‌بندی شده

سنگواره باقی‌مانده از یکی از پهنه‌چینان کوچک و ناتوان از پرواز، در جزیره روتا در جزایر مارینا جمع‌آوری شده‌است. آنها را نمی‌توان جزو سرده‌های شناخته شده قرار داد، ولی احتمالاً به سردهٔ مرغابی‌ها (Anas) نزدیک‌ترند. یکی از عجیب‌ترین پرنده‌های اردک‌مانند، Talpanas در هاوائی، جزیره کائوآئی پیدا شده‌است.
سرده‌های زیر چندین بار در گروه Anatinae قرار داده شده‌اند. اما امروزه ارتباط آنها باید نامطمئن در نظر گرفته می‌شود:
- Aix – ممکن است Tadorninae باشد.
- Cairina  – احتمالاً هم‌نیا، یک گونه‌اش در عروس‌مرغابیان رده‌بندی می‌شود و گونه دیگرش به اردک‌های شیرجه‌زن نزدیک‌تر است.
- خوتکای حلقه‌دار – ممکن است Tadorninae باشد.
- Chenonetta  – ممکن است Tadorninae باشد.
- Pteronetta  – ممکن است یک کلاد متمایز با  Cyanochen  باشد.
- Nettapus  – ممکن است بخشی از نیاکان گوندوانایی باستانی باشد.

از سوی دیگر، سرده‌های زیر که معمولاً Tadorninae در نظر گرفته می‌شوند، ممکن است در واقع از مرغابیان پهنه‌چین باشند:
- Sarkidiornis
- Tachyeres